# Consuegra
Consuegra es un municipio y localidad española de la provincia de Toledo, en la comunidad autónoma de Castilla-La Mancha. El término municipal tiene una población de 9758 habitantes (INE 2024).

## Toponimia
El término "Consuegra" se deriva de la antigua ciudad preromana de Consabura que significa "la confluencia del río Sabo". Sabo sería el antiguo nombre del río Amarguillo, y parece ser un hidrónimo muy antiguo que proviene del antiguo europeo.
Consuegra es una ciudad toledana llamada en la antigüedad Consabura o Consaburra. En griego sabura, σαβοῡρα (ναυτ.) (náutica) lastre; en latín saburra œ f.: lastre [de una nave].. La raíz con la podríamos derivar del latín cōnus -i m.: cono || punta del yelmo, y de aquí concanos (cántabros), conios del Cabo Sagrado (cabo de San Vicente —Portugal—), conplutense               —nombrados con grafía /n/ en    Plinio—, consaburrenses, contestanos...; o ciudades: Conímbriga  —"... Bryga en español antiguo significa ciudad, en thracio Bria, en germano Burg..."—(actual Coimbra); Conplutica y Conplutum   —en algunos códices de Ptolomeo escritos también con grafía /n/—; Conplutica sin localización precisa, Conplutum se corresponde con Alcalá de Henares. Al hilo de estos datos se intentará ofrecer una orientalización toponímico-histórica de la antigua Consuegra (sección Historia).

## Geografía

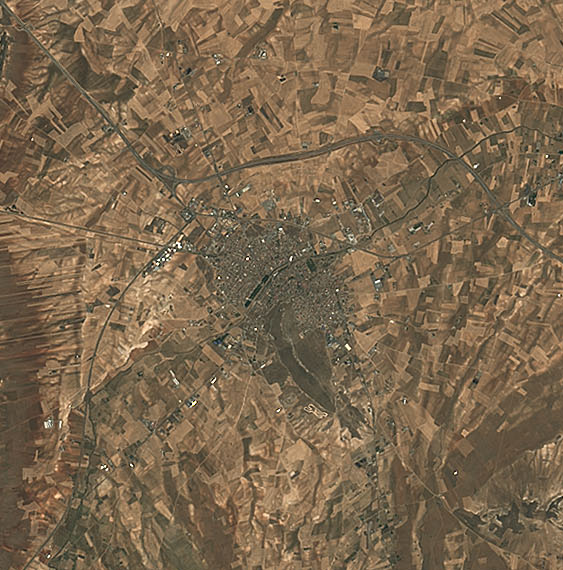
Vista satelital de Consuegra

El municipio se encuentra situado en la falda de un cerro en la comarca de La Mancha. Su término municipal linda al este con Madridejos, al norte con Mora y Turleque, al oeste con Urda y Los Yébenes, en la provincia de Toledo, y al sur con Villarrubia de los Ojos en la de Ciudad Real.
Comprende los montes Valdespino, Dehesa Nueva, Sierra Luenga, la Mata, la Serna, Serrezuelas, la Gineta y la Alberquilla. 
El río Amarguillo, seco en verano (aunque fue motivo de una gran inundación en 1891), que nace en los Montes de Toledo (dentro del término municipal de Urda) y lo atraviesa de oeste a este hasta verter su agua como afluente del río Guadiana.

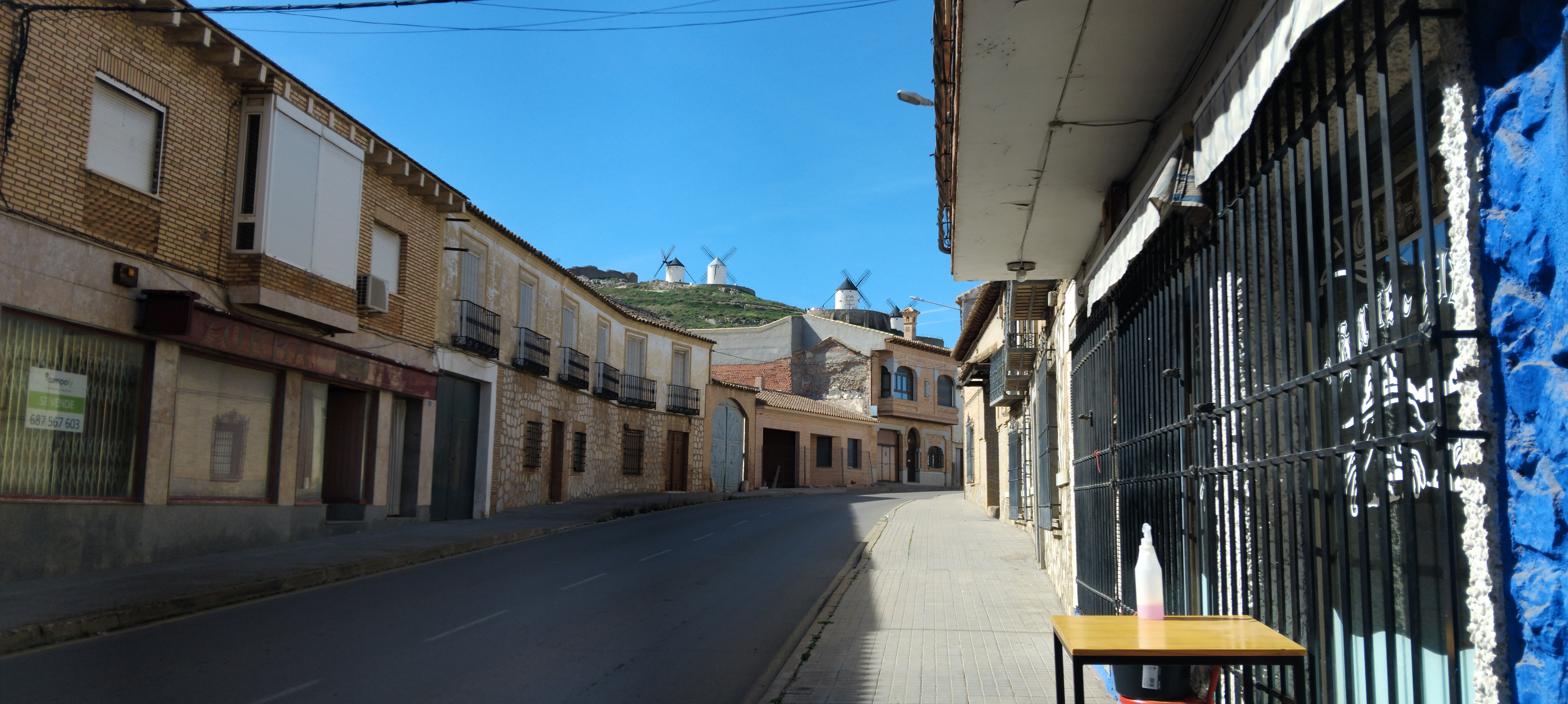
Consuegra

## Historia
Sobre el monte Calderico se asentaron en el siglo VI a. C. los primeros pueblos carpetanos, dada su importancia estratégica para la transhumancia. 
Con las guerras púnicas se produce la conquista y asentamiento de una ciudad romana (la antigua Consaburum nombrada por Plinio), a los pies del Cerro Calderico, al ser abandonado el poblado situado sobre este. Consuegra alcanzó un gran desarrollo, siendo la principal ciudad de la Carpetania, un punto clave en los caminos hacia el norte y el sur. Consuegra es citada por autores clásicos como Tito Livio o Ptolomeo.
(Continuación orientalización toponímico-histórica). De las Etimologías de San Isidoro de Sevilla: 
62.  Massagetae ex Scytarum origine sunt. Et dicti Massagetae quasi graves, id  est, fortes Getae (⁷) Nam sic Livius argentum grave dicit, id est, massas. Hi sunt, qui inter Scythes, atque Albanos septentrionalibus iugis inhabitant.
62.   Los masagetas son de origen escita. Y son llamados Masagetas pesados, es decir, los Getas fuertes (⁷). Por eso Tito Livio dice que la plata es pesada, es decir, massa. Estos son los que habitan las montañas del norte entre los escitas y los albaneses.
Del historiador Heródoto en la traducción que ofrece el  P. Bartolomé Pou: 
... Los Sacas o Escitas cubrían la cabeza con unos sombreros a manera de gorro recto y puntiagudo [cónico], iban con largos zaragüelles, y llevaban unas ballestas nacionales, unas dagas y unas segures o sagares. Siendo estos Escitas Amirgios, llamábanlos Sacas porque los Persas dan este nombre a todos los Escitas. El general de estas dos naciones de Bactrianos y Sacas (1) era Histaspes, hijo de Darío y de la princesa Atosa, hija de Ciro. [Nota] (1) De los Bactrianos la capital era Bactras, ahora Balk, en la provincia de Manralmahar. Los Sacas eran Tártaros, quizá los Cazalgitas [¿cazajos?] de la Gran Tartaria.
De la traducción y comentario del poeta Silio Itálico hecha por Miguel Cortés: 
... Nec qui, Massageten monstrans feritate parentem.
Cornipedes fusa satiaris, Concane, vena (5) ...
[Nota] (5) Supone [S. Itálico] que los concanos de la Cantabria descendían de los scytas massagetas, y de ellos traían la costumbre de beber la leche o la sangre de las yeguas...
Información de Estrabón sobre los cántabros según la traducción grecolatina realizada por I. Casaubon:
... utquod apud Cantabros vir mulieri dotem affert, quod filiae haeredes instituuntur, & ab his fratres in matrimonium elocantur. Haec enim, mulierum in viros imperium quoddam habent, quod non est admodum civile.
… entre los cántabros el hombre aporta dote a la mujer, de modo que las hijas son nombradas herederas, y por estas se habla de los hermanos en matrimonio. Porque estas mujeres tienen una especie de dominio sobre los hombres que no es muy civilizado.
Tomiris fue una reina massageta que derrotó a Ciro II, el Grande. Estrabón cuando hace referencia al matriarcado cántabro lo denomina gynekokrasían, el término compuesto significa (gineka) mujer y (krãsis) temperamento, constitución —otros historiadores-traductores ofrecen ginekokratía, es decir, ginecocracia—; Estrabón mismo habla anteriormente en este mismo pasaje sobre la entereza de las mujeres célticas, tracias y escitas. (Datos de Vástagos de Hércules I, pendiente de edición).
La mayoría de la población hispana y goda permaneció con la llegada de los árabes. El castillo se remonta a esta época. En el año 1085 cae Toledo ante Alfonso VI. Parece que Consuegra había pasado a manos de Castilla en 1083. En el año 1097 moría en la batalla de Consuegra el hijo de El Cid Campeador, Diego. En esta batalla, los ejércitos de Castilla mandados por el rey Alfonso VI, fueron vencidos por los almorávides al mando de Yusuf ibn Tasufin, cambiando de nuevo de manos. Fue reconquistada posteriormente por los cristianos.
En 1150 Alfonso VII entregó a su vasallo Rodrigo Rodríguez el castillo. En 1183 la población, junto a su alfoz, fue donada por Alfonso VIII, con la aprobación del papa Lucio III a la Soberana Orden del Hospital de San Juan de Jerusalén (Orden de Malta), que nombró a Consuegra cabeza del Gran Priorato de Castilla y León, en La Mancha, tomando el castillo como sede, y otorgándola el Fuero de Consuegra, copia del de Cuenca. Destacó en esta época bajo su tutela la defensa tras la batalla de Alarcos en 1195. Con la batalla de las Navas de Tolosa, en 1212, se estabilizó finalmente la zona.
Posteriormente se produjo la repoblación de Consuegra y su alfoz, otorgándose carta de población a las localidades de Madridejos, Alcázar de San Juan, Villafranca de los Caballeros, Camuñas, Urda, Tembleque, Turleque, Villacañas, Quero, Argamasilla de Alba, Herencia, Arenas de San Juan y Villarta de San Juan. Durante la Guerra de las Comunidades Consuegra, se mantuvo fiel al rey Carlos I, quien le concedió el título de Muy Leal. Durante este enfrentamiento, las tropas mandadas por el gran prior derrotaron a los comuneros en Mora, quienes se habían refugiado en la iglesia parroquial provistos de gran cantidad de pólvora, la cual estalló como consecuencia del fuego de la batalla, pereciendo así los refugiados. 
Fue residencia del gran prior Juan José de Austria, hijo natural de Felipe IV y hermano de Carlos II, que reformó el palacio, y consolidó las obras del castillo. Después de perder el favor de Carlos II, su valido Fernando de Valenzuela, vivió desterrado en el castillo. Posteriormente, pasó a ser un mayorazgo de la realeza.
Durante la Guerra de la Independencia, el 22 de septiembre de 1809, tuvo lugar la batalla de Consuegra, contra el ejército francés, en las que fueron derrotadas las tropas del duque de Alburquerque, siendo ocupada la población por los franceses, que destruyeron la iglesia parroquial de Santa María la Mayor (siglo XII), y fue quemado gran parte del archivo de la Orden de San Juan, que se encontraba en la nave del Castillo. Posteriormente, fue liberada por las tropas españolas al mando del general Elío. La desamortización en el siglo XIX hizo que la Orden de San Juan abandonara el pueblo.
Hacia mediados del siglo XIX, la villa tenía contabilizada una población de 70 habitantes. Aparece descrita en el sexto volumen del Diccionario geográfico-estadístico-histórico de España y sus posesiones de Ultramar de Pascual Madoz de la siguiente manera:

CONSUEGRA: v. con ayunt. en la prov. y dióc. de Toledo (10 leg.), part. jud. de Madridejos (1), aud. terr. de Madrid (18), c. g. de Castilla la Nueva: sit. en la falda de un cerro que la circuye de E. á O., dando el centro al N. en forma de cerradura; se disfruta de clima templado y alegre, reinan los vientos E., O. y N., y se padecen constipados: tiene 1,108 casas en 50 calles y 5 plazas; dos casas de ayunt., una para invierno y otra para verano con un buen reloj; cárcel segura y de nueva fáb.; pósito; una escuela pública de niños, dotada con 2,200 rs. de los fondos públicos, á la que asisten de 50 á 100, segun las épocas del año; dos privadas, con la retribucion proporcional de los 100 que tambien asisten; un palacio derribado perteneciente al gran prior de San Juan; la casa de noviciado de esta orden militar; dos ermitas dedicadas al Santo Cristo de la Vera-cruz y Ntra. Sra. del Pilar; un ex-convento de frailes que fué de San Francisco; dos de monjas, de los cuales el de las Bernardas está suprimido, y permanece el de Carmelitas; dos igl. parr. dedicadas á Ntra. Sra. de la Asuncion y San Juan Bautista, la primera de segundo ascenso, y la segunda de término, de patronato del gran prior de San Juan, y servidas por curas priores de la orden; su provision y dependencias estan arregladas por concordia con el Sr. arz. como se dijo en el art. de Alcázar de San Juan, vicaria (V.): cada parr. tiene su cementerio fuera de la v., y en lo alto del cerro que la domina un ant. cast. medio destruido, edificado al parecer por Trajano, cuyas armas se ven en la torre principal: aun se conservan algunos fragmentos de la muralla con que estuvo defendida la pobl., hallándose una puerta de construccion gótica, restos de un anfiteatro romano, y unos acueductos de la misma fáb., que traian el agua de cuatro leg. de dist.: en el dia se está trabajando en reponer la cañeria para el surtido de aguas potables, y ya puede decirse que está dentro del pueblo; hay otras fuentes dentro y fuera de la v. de buenas aguas, pozos que la tienen muy gorda, y otros muchos manantiales en el térm., que dan suficiente surtido á los vecinos para todos sus usos. (V. el art. gran priorato de San Juan.) Confina el térm. por N. con Tembleque, Turleque, Mora y Yébenes; E. Madridejos; S. Villarubia de los Ojos de Guadiana y Fuente del Fresno; O. Urda; á distancia de 3 leg. de N. á S. y 1 1/2 de E. á O., y comprende los montes llamados Valdespiño, que pertenece al secuestro de los bienes de Don Sebastian, Dehesa Nueva, Sierra lengua, la Mata, la Serna, Sierrezuelas, la Gineta y la Alberguilla con arbolado de monte pardo y jara que constituyen otras tantas dehesas de pastos, una alameda llamada del Estanque que pertenece al citado secuestro, y 12 cas. ó quinterias de labor, destinados únicamente para el abrigo de los labradores y yuntas durante las épocas de sementera y recoleccion, como sucede en casi todos los pueblos de la Mancha. A 2 leg. O. se halla el conv. de Sta. Maria del Monte, del que habláremos en otro lugar. (V. gran priorato de San Juan.) El terreno de diferentes clases y de buena calidad es casi todo llano, aunque á la parte. S. y O. principian á elevarse los cerros y cord. que forman despues las montañas que sirven de frontera á esta prov., y la de Ciudad-Real hasta los montes de Toledo: le baña el r. Amarguillo que nace en el térm. de Urda y corre de O. á E., atravesando esta (V.) de Consuegra por medio de sus calles con 4 puentes de piedra para el tránsito de unas á otras hay tambien varios arroyos, los cuales son los principales los llamados Valdeperal y Valdespiño que corren de S. á N., y ambos entran en el espresado r. Los caminos son vecinales: el correo se recibe en Madridejos por balijero 3 veces á la semana. prod.: trigo, cebada, centeno en abundancia, aceite, mucho y bueno, poco vino y malo, patatas, nabos, zanahorias y otras legumbres todas buenas, y una regular cosecha de azafran; se mantiene ganado lanar, cabrio, 200 pares de mulas de labor, y se cria caza de perdices, conejos y alguna mayor. ind. y comercio: abunda en este pueblo la arrieria y carros de camino que transportan granos y otros frutos á la corte y otros puntos; 30 ó 40 telares de paños burdos; 10 molinos harineros de viento, 2 de agua, 6 de aceite, una tahona y 3 tintes. Se celebra una feria el 21 de setiembre, en la que se vende toda clase de géneros, mayormente mulas. pobl.: 1,340 vec., 4,842 alm. cap. prod.: 3.672,350 rs. imp.: 146,808. contr. segun el cálculo oficial y general de la prov. 74'48 por 100. presupuesto municipal: 55,000 del que se pagan 4,400 al secretario por su dotacion, y se cubre con el prod. de propíos y repartimiento vecinal.
Historia. Hállase mencionada esta pobl. con el nombre Consaburum, en Plinio, que cuenta á los consaburenses entre los estipendiarios del conv. jurídico de Cartagena; con el de Condabora, en Ptolomeo, que la ofrece entre las c. celtíberas: con el de Consabro (Consabrum traido al caso recto) en el itinerario romano. Cuéntase entre las muchas conquistas del rey Alfonso VI. Volvióla á poder de musulmanes la famosa espedicion de Yusuf-ben-Fhasghfin año 1091; pero no tardó en ser recuperada por los cristianos. D. Alonso IX la dió los fueros de Sepúlveda, concediéndola á la orden militar de San Juan en 1183: esta orden mandó poblar las v. y l. de su jurisd. como heredad propia: Arenas año 1236; Camuñas y Madridejos 1239; Villar de Cañas 1240; Quero y Alcázar 1241; Turleque y Villaverde 1248. Suena tambien esta v. como punto que fué de retiro del famoso D. Juan de Austria en diferentes ocasiones. Es patria de Miguel Barroso, célebre pintor del Escorial en el reinado de Felipe H y del P. M. Moralela, catedrático de prima de Escoto en la universidad 
de Alcalá.
(Madoz, 1847, pp. 569-570)

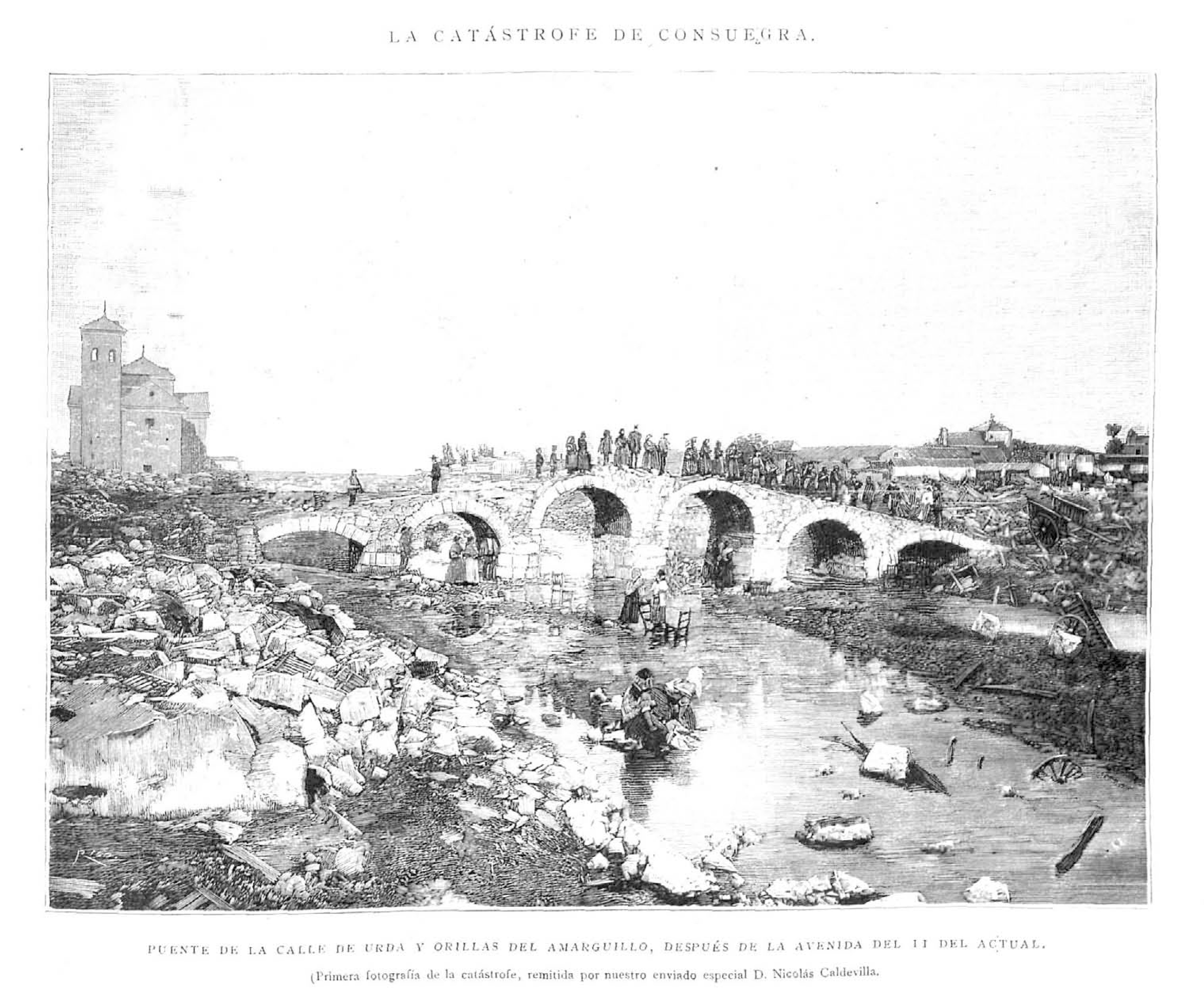
Río Amarguillo tras la devastadora inundación de 1891

El 11 de septiembre de 1891 hubo un devastador desbordamiento del Amarguillo que destruyó los antiguos puentes romanos y que marcó la actual organización urbanística del municipio, en el que perecieron 360 personas. El 27 de marzo de 1927, el rey Alfonso XIII le otorgó el título de ciudad, del que la había despojado Alfonso VI, a raíz de su derrota de 1097.

## Demografía
Cuenta con una población de 9758 habitantes (INE 2024).
| Gráfica de evolución demográfica de Consuegra entre 1842 y 2021                                                       |
| |
| Población de derecho según los censos de población del INE. Población de hecho según los censos de población del INE. |

## Comunicaciones
Destaca la autovía de los Viñedos (CM42) que une Toledo, Madridejos; (Autovía del Sur A-4), Alcázar de San Juan y Tomelloso. 
Posee una estación de autobuses situada a la orilla del río Amarguillo.

## Economía
El principal sector económico es el primario, con la agricultura que destaca en el cultivo del cereal, la vid y el olivo, y explotaciones ganaderas intensivas. La industria es sobre todo del textil y de la madera, con algunas auxiliares y de servicios. El sector terciario se basa en el turismo, la restauración, y también el comercio.

## Administración y política
| Periodo   | Nombre                                                                         | Partido       |
| --------- | ------------------------------------------------------------------------------ | ------------- |
| 1979-1983 | Antonio López Portillo                                                         | UCD           |
| 1983-1987 | Antonio López Portillo                                                         | Independiente |
| 1987-1991 | Manuel Gutiérrez Jiménez (1987-1988) Gumersindo Quijorna del Álamo (1988-1991) | PSOE          |
| 1991-1995 | Gumersindo Quijorna del Álamo                                                  | PSOE          |
| 1995-1999 | Gumersindo Quijorna del Álamo                                                  | PSOE          |
| 1999-2003 | Gumersindo Quijorna del Álamo                                                  | PSOE          |
| 2003-2007 | Antonio López Portillo                                                         | PP            |
| 2007-2011 | Benigno Casas Gómez                                                            | PSOE          |
| 2011-2015 | Benigno Casas Gómez                                                            | PSOE          |
| 2015-2019 | José Manuel Quijorna García                                                    | PP            |
| 2019-2023 | José Manuel Quijorna García                                                    | PP            |
| 2023-act. | María Luisa Rodríguez García                                                   | PSOE          |

En las elecciones municipales de 2003 el Partido Popular consiguió 9 de los 17 concejales, y un 48,84% de los votos, el PSOE 7 concejales y el 41,58% de los votos, e IU 1 concejal y el 8,18% de los votos. Se contabilizaron 6777 votos y 1321 abstenciones. En las municipales de 2011 el PSOE fue el partido más votado obteniendo 8 concejales, el PP también obtuvo 8, y 1 IU.
En las elecciones municipales de 2015 el Partido más votado fue el PSOE, con 2378 votos (39,7%) pero la unión del nuevo partido Todos Nosotros (TN) y PP, hicieron que José Manuel Quijorna (PP) se hiciera con la alcaldía).
En las elecciones municipales de 2019, el partido más votado fue el PSOE con 2520 votos (43,37%) mientras que el PP obtuvo 2289 votos. Podemos-IU pierde su concejal y aparece Vox en su puesto. La unión de PP y Vox hace de nuevo que José Manuel Quijorna (PP) obtenga la alcaldía del municipio otra legislatura.
Desde las elecciones municipales de 2023, el Ayuntamiento está compuesto por 13 concejales. En dichas elecciones, el partido más votado fue el PSOE con 2576 votos (46,36%) seguido por el PP con 2406 (43,30%), por lo que María Luisa Rodríguez (PSOE) fue nombrada alcaldesa, siendo la primera mujer que ostenta este cargo en la localidad toledana. Tanto Podemos-IU como Vox no alcanzaron el 5% mínimo para obtener representación. 
| Partido político                               | 2023  | 2023  | 2023       | 2019  | 2019  | 2019       | 2015  | 2015  | 2015       | 2011  | 2011  | 2011       | 2007  | 2007  | 2007       | 2003  | 2003  | 2003       |
| Partido político                               | Votos | %     | Concejales | Votos | %     | Concejales | Votos | %     | Concejales | Votos | %     | Concejales | Votos | %     | Concejales | Votos | %     | Concejales |
| Partido Socialista Obrero Español (PSOE)       | 2.576 | 46,36 | 7          | 2.520 | 43,37 | 8          | 2.378 | 39,7  | 7          | 3.087 | 47,27 | 8          | 3.602 | 55,72 | 10         | 2.782 | 41,58 | 7          |
| Partido Popular (PP)                           | 2.406 | 43,30 | 6          | 2.289 | 39,39 | 8          | 2.352 | 39,27 | 7          | 2.865 | 43,87 | 8          | 2.394 | 37,04 | 6          | 3.268 | 48,84 | 9          |
| Ciudadanos (Cs)                                | -     | -     | -          | 208   | 3,58  | 0          | -     | -     | -          | -     | -     | -          | -     | -     | -          | -     | -     | -          |
| Vox                                            | 262   | 4,71  | 0          | 450   | 7,74  | 1          | -     | -     | -          | -     | -     | -          | -     | -     | -          | -     | -     | -          |
| Podemos-CLM-Izquierda Unida-Los Verdes (IU-LV) | 215   | 3,86  | 0          | 279   | 4,8   | 0          | 432   | 7,21  | 1          | 440   | 6,74  | 1          | 350   | 5,41  | 1          | 547   | 8,18  | 1          |
| Todos Nosotros (TN)                            | -     | -     | -          | -     | -     | -          | 697   | 11,64 | 2          | -     | -     | -          | -     | -     | -          | -     | -     | -          |

Evolución de la deuda viva
El concepto de deuda viva contempla solo las deudas con cajas y bancos relativas a créditos financieros, valores de renta fija y préstamos o créditos transferidos a terceros, excluyéndose, por tanto, la deuda comercial.
| Gráfica de evolución de la deuda viva del ayuntamiento entre 2008 y 2022                             |
| |
| Deuda viva del ayuntamiento en miles de euros según datos del Ministerio de Hacienda y Ad. Públicas. |

La deuda viva municipal por habitante en 2022 ascendía a 222,94 €.

## Cultura

### Patrimonio
Castillo

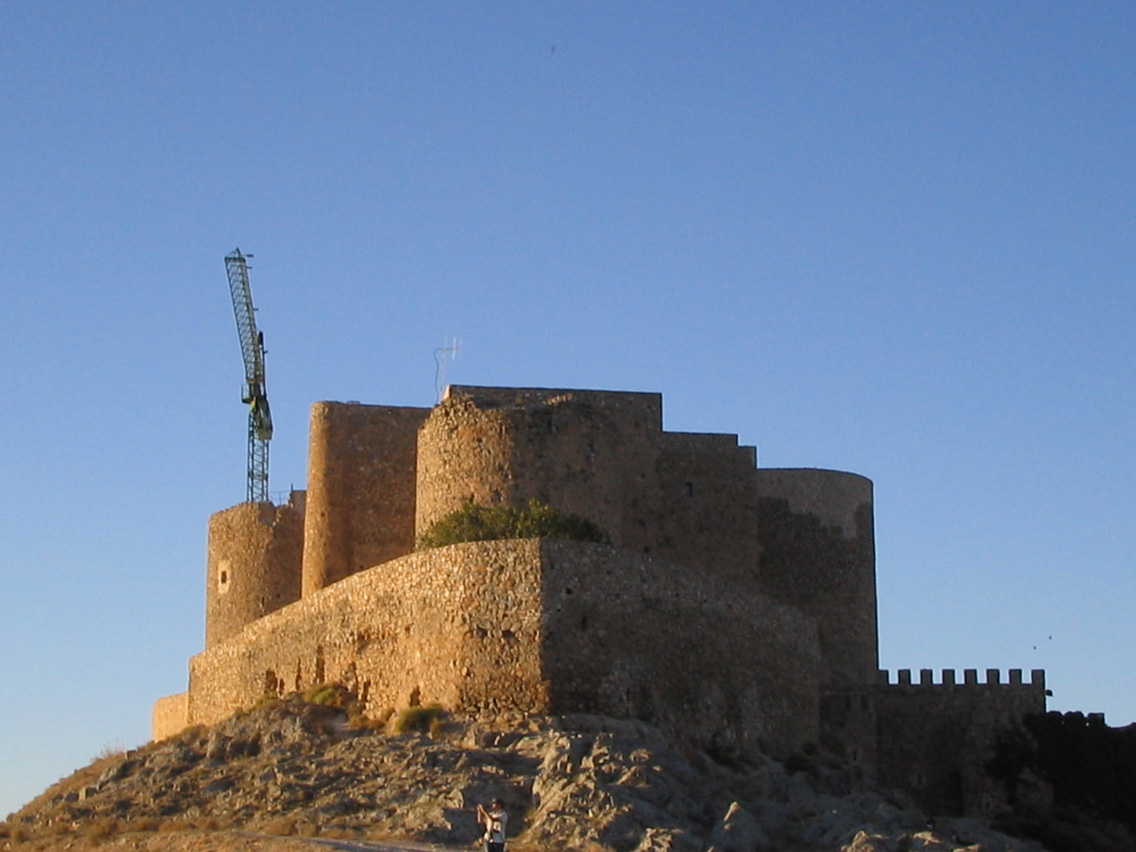
Castillo de la Muela.

En el lugar donde se alza, hubo un asentamiento celtíbero, probablemente carpetano. Hay historiadores, que sostienen que fue el emperador Trajano quien construyó la fortaleza, aunque la primera documentación existente, sitúa el inicio de su construcción durante el Califato de Córdoba en el siglo X.[cita requerida]
Fue en el año 1083 cuando el rey Alfonso VI se hace con el castillo como dote en su matrimonio con la reina Zaida, aunque vuelve a perderlo, pasando de unas manos a otras en los años siguientes. En el año 1097, luchando contra los almorávides muere en el castillo Diego Rodríguez, hijo del Cid Campeador (Batalla de Consuegra). En 1098 las tropas cristianas son derrotadas de nuevo, desposeyendo Alfonso VI a la población del título de ciudad que hasta entonces tenía. En 1099 los musulmanes se retiran definitivamente de Consuegra saqueando la villa.
En 1183 fue cedido por Alfonso VIII a la Soberana Orden Militar de San Juan de Jerusalén, con el fin de afianzar las fronteras con los musulmanes, siendo cabeza del Gran Priorato de La Mancha.
Posee una doble línea de murallas, tres torreones, una torre albarrana y un adarve exterior. Durante la Guerra de la Independencia Española, en 1809, fue tomado las tropas francesas quienes establecieron el una guarnición, que duró hasta la rendición francesa el 22 de septiembre de 1812 estando al mando de las tropas españolas el general Francisco Javier Elío. 
En 1962 el castillo, que como parte de la desamortización de Mendizábal (1836) había pasado a manos particulares, es cedido al ayuntamiento. En 1985 comenzó un periodo de rehabilitación, con la creación de la Escuela Taller, cuyos trabajos aún continúan hoy.
Molinos de viento

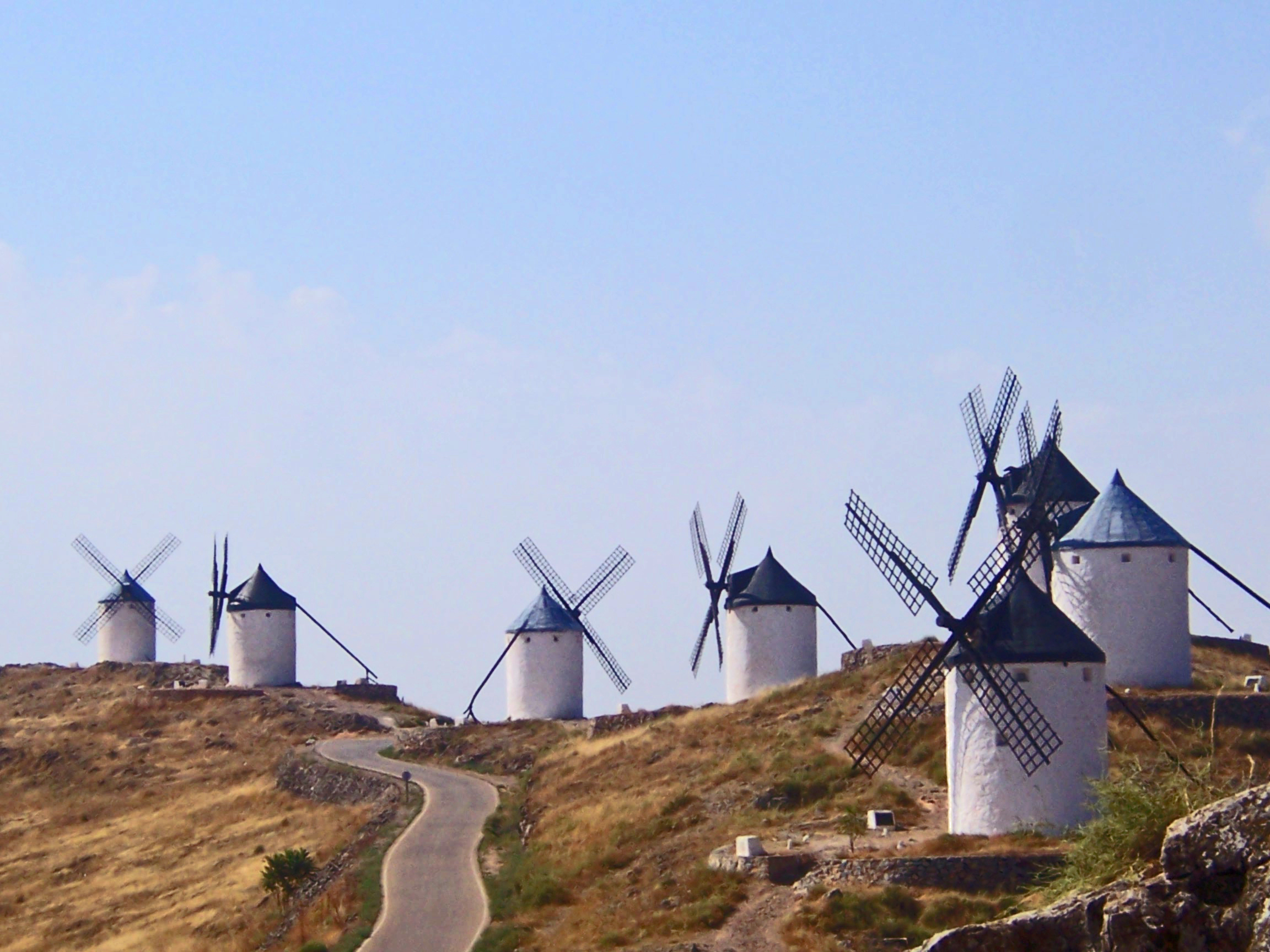
Los molinos de viento de Consuegra.

Se encuentran alineados sobre el cerro Calderico. Datan del siglo XIX, si bien hay alguno que puede ser más antiguo, incluso del siglo XVI. De los trece originales, se conservan doce, que son: Bolero, donde se encuentra la oficina de turismo y se conserva el moledero de trigo; Mambrino; Sancho, que conserva la maquinaria del siglo XVI y se usa en la Fiesta del Azafrán; Mochilas, recientemente restaurado por la escuela taller del pueblo, Vista Alegre; Cardeño, donde se aloja una casa ya deshabitada; Alcancía; Chispas; Caballero del Verde Gabán, que cuenta con numerosas versiones de El Quijote; Rucio, que cuenta con una exposición de vinos; Espartero, que tiene una exposición de artesanía toledana; y Clavileño, con fotografías y mobiliario de Andorra.
Iglesia de San Juan Bautista
De estilo mudéjar construida en 1567. Es de planta de cruz latina, posee un cimborrio cuadrangular, accesos laterales porticados, y está construida con piedra y ladrillo, en el interior conserva dos portadas renacentistas. Presiden el presbiterio cinco cuadros del artista José de Beratón de finales del siglo XVII, representando el Bautismo del Señor, San José, San Joaquín y los dos restantes a querubines con los atributos de la pasión. De esta época data la remodelación dirigida por el arquitecto real D. Juan de Villanueva.
Iglesia del Santísimo Cristo de la Vera Cruz

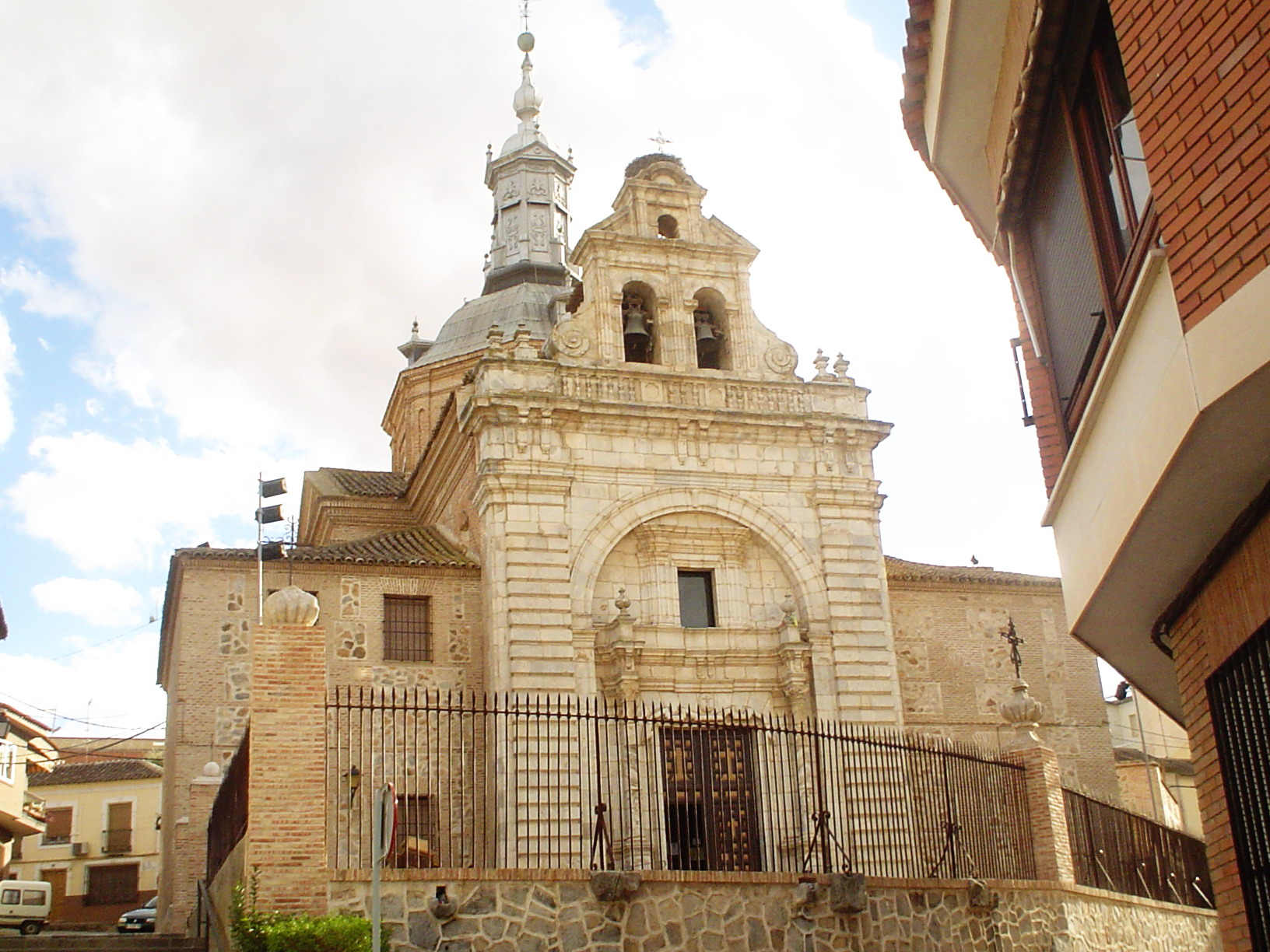
Iglesia del Santísimo Cristo de la Vera Cruz.

Comenzó a construirse hacia 1750, terminándose en 1803. De estilo neo-barroco fue inaugurada el 15 de septiembre de 1803. Es de planta de cruz latina; destaca su fachada de mármol blanco, con mezcla de elementos barrocos y neoclásicos. En el interior se encuentra la imagen del Stmo. Cristo de la Vera Cruz, patrón de Consuegra, y diversas Imágenes de Semana Santa.
En las dependencias anejas a la ermita, se encuentra un museo (Museo del Cristo), con la exposición permanente de fondos, que los consaburenses han donado a su patrón. Consta de tres salas. En la primera se encuentra un retablo portátil del siglo XVII, una imagen del Niño Jesús de estilo napolitano (siglo XVII), un cuadro de San Ramón Nonato, obra de Zacarías González Velázquez, del primer cuarto del siglo XIX, la imagen de este Santo, y diversas piezas de orfebrería y joyería. En la segunda sala, se hallan expuestas diversas piezas de vestiduras litúrgicas, manteletes y enaguas de la imagen del Cristo, y una interesante colección de escapularios. En una habitación aneja, se encuentra el Lignum Crucis, así como el documento que da fe de su autenticidad. La sala tercera recoge vestiduras de sacerdotes y manteletes del Cristo.
Iglesia parroquial de Santa María la Mayor
Construida en 1723. Templo de una sola nave, en estilo toledano mudéjar, con entrada porticada. En la zona inferior del ábside, se encuentra una cripta de estilo mudéjar, y restos de fábrica anterior al templo. En el interior se encuentra la imagen de María Santísima de la Blanca, patrona de Consuegra, y los restos de los beatos Diodoro Rafael, Eustaquio Luis, Felipe José y Carlos Jorge, Hermanos de las Escuelas Cristianas. En un principio fue la iglesia del Convento de San Antonio de los Franciscanos, hasta la destrucción de la primera iglesia de Santa María la Mayor por los franceses en 1812. Posteriormente, y una vez abandonada por los franciscanos, pasó a convertirse en la Parroquia de Santa María.
Casa consistorial y plaza
La plaza de España, es el antiguo Foro Romano donde se reunía y se reúne la población. Es centro de muchos de los actos sociales y culturales que se celebran en la ciudad, en ella se encuentra el Ayuntamiento, de estilo renacentista, fue construido en 1670, como pósito, unido a este edificio por un arco, se encuentra la torre del reloj. También puede contemplarse el edificio de "Los Corredores", del siglo XVII, con bella balconada de madera, típicamente manchega, fue silo, alhóndiga y ayuntamiento. Actualmente aloja el Museo arqueológico municipal, con piezas que abarcan desde el neolítico hasta el siglo XIX. Al este, se encuentra el edificio de la Fundación Díaz Cordovés y señora (Elvira Martín-Palomino y de la Mora) (1925), que albergó el Colegio de San Gumersindo, regentado por los Hermanos de las Escuelas Cristianas (La Salle), de estilo historicista mudéjar toledano.
Otros monumentos
- El convento de Nuestra Señora de los Dolores data del siglo XVII y tiene su origen en el convento de Santa Ana de las Monjas Recoletas Bernardas. Tras la desamortización de Mendizábal, pasa a propiedad particular y después fue comprado por el Ayuntamiento, que lo cedió a los franciscanos, quienes establecieron el Noviciado de sus Misiones en Filipinas. Actualmente lo ocupa la Residencia San Francisco de Asís, para la tercera edad.
- El Alfar es un edificio de tradición popular manchega. En él se encuentran dos hornos (uno romano y otro árabe) y restos del antiguo circo Romano.
- El convento de San José, de las Reverendas Madres Carmelitas Descalzas en 1597, siglo XVI. Fue erigido por disposición testamentaria por el Gran Prior de la Orden de San Juan, Fernando Alvárez de Toledo, en acción de gracias por la sentencia que concedió a su familia el cuerpo de Santa Teresa de Jesús, y que se encontraba en Alba de Tormes (Salamanca). En él se conserva una carta de la Santa, y varias de San Juan de la Cruz.
- La casa de la Tercia son los restos del antiguo palacio de los Grandes Priores de la Orden de San Juan. Se conserva el torreón de entrada. Hoy lo ocupa un establecimiento dedicado a la hostelería. En su patio se pueden contemplar, varias basas y capiteles romanos, así como dos esculturas de la misma época.
- La denominada presa romana. Está situada a varios kilómetros del centro urbano, caracterizada por una longitud de 630 metros, sobre el río Amarguillo.

### Fiestas
- 5 de enero: Víspera de los Reyes Magos.
- 17 de enero: San Antón, en la iglesia de San Rafael, en el Barrio del Imparcial. Tiene lugar la bención de animales, rifa de roscas y fiestas del barrio.
- Semana Santa. Con ocho cofradías, Cofradía de Alabarderos o "Penitentes del Pincho" (siglo XVII), Hermandad de Nuestra Señora de la Soledad (1621), Congregación de Jesús Nazareno (1708), V.O.T. de Siervas de María (Servitas) (1831), Caballeros del Santo Sepulcro (1929), Cofradía de la Esclavitud del Santísimo Cristo de la Vera Cruz (1949), Cofradía de la Entrada Triunfal de Jesús en Jerusalén y Nuestra Señora de la Esperanza (1951) y Archicofradía de la Real e Ilustre esclavitud de Nuestro Padre Jesús Nazareno de Medinaceli (1954). Las procesiones, destacan por su solemnidad y austeridad. Fue el origen de las procesiones de Semana Santa de toda la comarca.
- 15 de agosto: Batalla medieval. Con la conmemoración del milésimo aniversario de la Batalla de Consuegra donde murió el hijo de El Cid, a partir de 1997 se interpreta la batalla entre las tropas de Alfonso VI y los ejércitos almorávides de Yusuf Ibn Tasfin. Es una representación parateatral que reúne a más de 500 participantes tanto de Consuegra como de localidades vecinas y recibe más de 1000 visitas al día. Los últimos años, se ha incorporado al festival el denominado As~Satrany. Se trata de una representación metafórica de la batalla sobre un tablero de ajedrez gigante, seguida de un miserere y una danza macabra en honor al alma del héroe muerto. Esta representación se realiza en su plaza de toros y en el castillo de la Muela, situado en el Monte Calderico.
- 8 de septiembre: Virgen de la Blanca.
- Del 20 al 25 de septiembre: Ferias y Fiestas en honor al Santísimo Cristo de la Vera Cruz. Durante seis días, se celebran las fiestas más concurridas y con más ambiente de la comarca, en las que tienen lugar, espectáculos musicales, taurinos y deportivos.
- Último fin de semana completo de octubre: fiesta de la rosa del azafrán, declarada de Interés Turístico. Esta fiesta se lleva organizando desde el año 1963 y consta de diversos actos, como la molienda de trigo en el molino Sancho, el concurso de monda del azafrán, donde se premia la rapidez de extracción del azafrán y un certamen gastronómico, entre otros. Entre las jóvenes se elige a una Dulcinea, acompañada por damas de honor. Cabe tener en cuenta que Consuegra no se encuentra a la cabeza de la producción de azafrán, aunque en el pasado tuvo gran importancia en la economía local. Se creó la fiesta en 1962, por Oscar Dignoes, delegado de Turismo de la Embajada de Austria, Pedro Albacete del Pozo, alcalde de Consuegra, y el entonces concejal Francisco Domínguez Tendero, cronista oficial de la ciudad. En ella tiene lugar el certamen de Folclore, organizado por el grupo de Coros y Danzas de la localidad "Rosa del Azafrán", en el que participan únicamente grupos de primer orden a nivel nacional.

## Ciudades hermanadas
- Le Passage (Francia)